# کی‌آرآی پالائو ریبو
کی‌آرآی پالائو ریبو (به انگلیسی: KRI Paulau Raibu) یک کشتی است.